# 美國恐怖故事集
《美國恐怖故事集》（英語：American Horror Stories）是一部美國恐怖類型的獨立單元劇。影集是《美國恐怖故事》的衍生作品，由萊恩·墨菲開創，於2021年7月15日在FX on Hulu首播。

## 演員與角色

#### 〈橡膠人〉
- 麥特·波莫 飾演 麥可·溫斯洛（Michael Winslow）
- 加文·克瑞爾（英语：Gavin Creel） 飾演 特洛伊·溫斯洛（Troy Winslow）
- 席耶拉·麥考密克（英语：Sierra McCormick） 飾演 史嘉蕾·溫斯洛／橡膠女（Scarlett Winslow / Rubber Woman）
- 凱亞·葛柏 飾演 露比·麥丹尼爾（Ruby McDaniels）
- 芭莉絲·傑克森（英语：Paris Jackson） 飾演 瑪雅（Maya）
- 貝莉莎·艾斯可貝多（Belissa Escobedo） 飾演 香蒂（Shanti）
- 梅琳·鄧蓋（英语：Merrin Dungey） 飾演 安蒂·葛蘭特醫生（Dr. Andi Grant）
- 亞倫·特維特 飾演 亞當（Adam）
- 瑟琳娜·史隆（Selena Sloan） 飾演 艾琳（Erin）
- 艾希莉·馬汀·卡特（Ashley Martin Carter） 飾演 蘿威娜（Rowena）
- 薇樂麗·盧（Valerie Loo） 飾演 妮可（Nicole）
- 西莉亞·芬克斯坦（Celia Finkelstein） 飾演 格拉蒂絲護士（Nurse Gladys）

#### 〈汽車戲院〉
- 蘭斯·菲利斯 飾演 查德（Chad）
- 麥蒂森·貝利 飾演 凱莉（Kelley）
- 約翰·卡羅·林區 飾演 賴瑞·比特曼（Larry Bitterman）
- 李奧納多·榭奇（英语：Leonardo Cecchi） 飾演 麥羅（Milo）
- 凱爾·瑞德·席維斯坦（Kyle Red Silverstein） 飾演 昆恩（Quinn）
- 艾美·格拉博（英语：Amy Grabow） 飾演 蒂珀·高爾（Tipper Gore）
- 娜歐蜜·葛羅斯曼（英语：Naomi Grossman） 飾演 狂暴露絲（Rabid Ruth）
- 班·J·皮爾斯（英语：Ben J. Pierce） 飾演 蒂（Dee）
- 阿德里安娜·巴碧悠（英语：Adrienne Barbeau） 飾演 維娜（Verna）
- 凱薩琳·艾朵（Catherine Adell） 飾演 蕾妮（Lanie）

#### 〈壞孩子的名單〉
- 迪倫·伯恩賽德（英语：Dyllón Burnside） 飾演 詹姆斯（James）
- 尼可·葛利森（英语：Nico Greetham） 飾演 吉恩（Zinn）
- 查爾斯·梅爾頓（英语：Charles Melton (actor)） 飾演 懷特（Wyatt）
- 凱文·麥克海爾 飾演 貝瑞（Barry）
- 丹尼·崔喬 飾演 聖誕老人
- 塔妮卡·強森(Taneka Johnson) 飾演 狄娜·吉伯斯警探（Detective Dina Gibbs）

#### 〈巴力〉
- 比莉·盧德 飾演 莉芙·惠尼（Liv Whitley）
- 維吉妮亞·嘉納（英语：Virginia Gardner） 飾演 伯納黛（Bernadette）
- 羅南·魯賓斯坦（英语：Ronen Rubinstein） 飾演 麥特·韋伯（Matt Bebb）
- 丹恩·狄利埃格羅（Dane Diliegro） 飾演 巴力（Ba'al）
- 范妮莎·威廉斯 飾演 艾莉諾·伯格醫師（Dr. Eleanor Berger）
- 查德·詹姆斯·布坎南（英语：Chad Buchanan） 飾演 羅瑞（Rory）
- 傑克·崔 飾演 史丹（Stan）
- 金柏莉·杜蒙(Kimberley Drummond) 飾演 艾瑪（Emma）
- 米夏·岡茲-瑟可(Misha Gonz-Cirkl) 飾演 諾瑪（Norma）
- 麥可·B·西佛（英语：Michael B. Silver） 飾演 蒙茲醫師（Dr. Mounds）

#### 〈野生〉
- 科迪·費恩（英语：Cody Fern） 飾演 史丹·沃格（Stan Vogel）
- 蒂芬妮·杜邦（英语：Tiffany Dupont） 飾演 艾蒂·甘茲（Addy Gantz）
- 亞倫·特維特 飾演 傑·甘茲（Jay Gantz）
- 柯林·坦伯格（Colin Tandberg）飾演 雅各·甘茲（Jacob Gantz）
  - 萊傑·富勒（Ledger Fuller）飾演 野人雅各（Feral Jacob）
- 布雷克·希爾斯（英语：Blake Shields） 飾演 鮑伯·伯奇（Bob Birch）
- 德雯·拉貝拉（Devyn LaBella） 飾演 爬行野人（Crawling Feral）
- V·尼克西（V Nixie）飾演 木筏野人（Rafter Feral）

#### 〈遊戲結束〉
- 梅賽蒂絲·梅森（英语：Mercedes Mason） 飾演 蜜雪兒（Michelle）
- 尼可拉斯·貝奇特（英语：Nicolas Bechtel） 飾演 羅瑞（Rory）
- 諾亞·希拉 飾演 康妮（Connie）
- 亞當·哈根布奇（英语：Adam Hagenbuch） 飾演 迪倫（Dylan）
- 迪倫·麥狄蒙 飾演 班·哈蒙(Ben Harmon)
- 潔咪·布魯爾（英语：Adam Hagenbuch） 飾演 艾德萊德·「艾蒂」·蘭登(Adelaide "Addie" Langdon)
- 席耶拉·麥考密克（英语：Sierra McCormick） 飾演 史嘉蕾·溫斯洛／橡膠女（Scarlett Winslow / Rubber Woman）
- 芭莉絲·傑克森（英语：Paris Jackson） 飾演 瑪雅（Maya）
- 凱亞·葛柏 飾演 露比·麥丹尼爾（Ruby McDaniels）
- 艾希莉·馬汀·卡特（Ashley Martin Carter） 飾演 蘿威娜（Rowena）
- 瑟琳娜·史隆（Selena Sloan） 飾演 艾琳（Erin）
- 薇樂麗·盧（Valerie Loo） 飾演 妮可（Nicole）
- 西莉亞·芬克斯坦（Celia Finkelstein） 飾演 格拉蒂絲護士（Nurse Gladys）
- 夏恩·卡本特(Shane Carpenter)

#### 未來集數
- 泰莎·法蜜嘉
- 伊凡·彼得斯
- 安潔莉卡·休斯頓
- 法蘭西絲·康諾

## 集數

### 第一季
| 集數                                                                                                 | 標題          | 譯名         | 導演            | 編劇                     | 上線日期      | 製作代碼 |
| --- | ------------- | ------------ | --------------- | ------------------------ | ------------- | -------- |
| 12                                                                                                   |               | 橡膠人       | 洛尼·佩里斯特雷 | 萊恩·墨菲＆布萊德·佛查克 | 2021年7月15日 | 1GCV01   |
| 12                                                                                                   | 布萊德·佛查克 | 橡膠人       | 洛尼·佩里斯特雷 | 2021年7月15日            | 1GCV02        |          |
| 3 |               | 汽車戲院     | 愛德華多·桑切斯 | 曼尼·柯多                | 2021年7月22日 | 1GCV03   |
| 主演：麥蒂森·貝利、蘭斯·菲利斯、娜歐蜜·葛羅斯曼、約翰·卡羅·林區、凱爾·瑞德·席維斯坦（Kyle Red Silverstein）、艾美·格拉博 |               |              |                 |                          |               |          |
| 4 |               | 壞孩子的名單 | 馬克斯·溫克勒   | 曼尼·柯多                | 2021年7月29日 | 1GCV04   |
| 主演：查爾斯·梅爾頓、尼可·葛利森、迪倫·伯恩賽德、凱文·麥克海爾、丹尼·崔喬                            |               |              |                 |                          |               |          |
| 5 | [ 2 ]         | 巴力         | 薩娜·漢姆利     | 艾莉·阿德勒＆曼尼·柯多   | 2021年8月5日  | 待公佈   |
| 主演：比莉·盧德、維吉妮亞·嘉納、羅南·魯賓斯坦、查德·詹姆斯·布坎南                                    |               |              |                 |                          |               |          |
| 6 | [ 3 ]         | 野生         | 曼尼·柯多       | 曼尼·柯多                | 2021年8月12日 | 待公佈   |
| 主演：科迪·費恩、蒂芬妮·杜邦、亞倫·特維特、柯林·坦伯格（Colin Tandberg）、德雯·拉貝拉（Devyn LaBella）、V·尼克西（V Nixie）            |               |              |                 |                          |               |          |

### 第二季
| 集數 | 標題 | 譯名     | 導演                   | 編劇             | 上線日期      | 製作代碼 |
| --- | ---- | -------- | ---------------------- | ---------------- | ------------- | -------- |
| 1 |      | 娃娃屋   | Loni Peristere         | Manny Coto       | 2022年7月21日 | 待公佈   |
| 主演：丹尼斯·奧哈拉, 克里斯汀·弗羅賽斯, 休斯頓·賈克斯·托, 艾比·科里根, 西蒙妮·雷卡斯納, 瑪麗莎·梅內德斯, 艾米麗·莫拉萊斯-卡布雷拉, 馬特·拉斯基, 凱特琳·杜拉尼 |      |          |                        |                  |               |          |
| 2 |      | 靈氣     | Max Winkler            | Manny Coto       | 2022年7月28日 | 待公佈   |
| 主演：加布蕾·絲迪貝, 馬克斯·格林菲爾德, 喬爾·斯維托, 莉莉·羅倫, 文斯·葉, 南希·萊恩漢·查爾斯                                                                   |      |          |                        |                  |               |          |
| 3 |      | 駕駛     | Yangzom Brauen         | Manny Coto       | 2022年8月4日  | 待公佈   |
| 主演：貝拉·索恩, 尼科·格里瑟姆, 安東尼·德拉托雷, 比莉·博德加, 奧斯汀·伍茲                                                                                     |      |          |                        |                  |               |          |
| 4 |      | 擠奶女工 | Alonso Alvarez-Barreda | Our Lady J       | 2022年8月11日 | 待公佈   |
| 主演：科迪·費恩, 朱莉婭·施萊普弗, 塞斯·蓋貝爾, 艾迪森·蒂姆林, 伊恩·夏基                                                                                       |      |          |                        |                  |               |          |
| 5 |      | 血腥瑪麗 | S.J. Main Muñoz        | Angela L. Harvey | 2022年8月18日 | 待公佈   |
| 主演：多米尼克·傑克遜, 葵雯贊妮·華莉絲, 雷文·斯科特, 凱拉·德魯, 凱安娜·西蒙妮, 肖恩·卡拉漢, 瑞恩·D·麥迪遜, 蒂芙尼·伊馮·考克斯                                 |      |          |                        |                  |               |          |
| 6 |      | 除皺手術 | Marcus Stokes          | Manny Coto       | 2022年8月25日 | 待公佈   |
| 主演：朱迪思·萊特, 麗貝卡·達揚, 布里特·洛爾, 托德·沃林, 科妮莉亞·格斯特                                                                                       |      |          |                        |                  |               |          |
| 7 |      | 死靈     | Logan Kibens           | Crystal Liu      | 2022年9月1日  | 待公佈   |
| 主演：麥迪遜·伊瑟曼, 卡梅倫·考珀思韋特, 斯賓塞·內維爾, 傑夫·杜塞特, 薩拉·席爾瓦, 傑西卡·範, 切爾西·M·戴維斯                                                   |      |          |                        |                  |               |          |
| 8 |      | 湖       | Tessa Blake            | Manny Coto       | 2022年9月8日  | 待公佈   |
| 主演：艾莉西亞·席薇史東, 奧利維亞·魯伊爾, 泰迪·西爾斯, 鮑比·霍根,希瑟·溫特斯, 賈羅德·克勞福德                                                                 |      |          |                        |                  |               |          |

## 製作

### 開發
2020年5月11日，《美國恐怖故事》的開創者萊恩·墨菲宣佈開發衍生影集《美國恐怖故事集》，該影集以單集獨立故事的方式呈現。

### 選角
2021年5月，麥特·波莫、泰莎·法蜜嘉、伊凡·彼得斯、席耶拉·麥考密克、凱亞·葛柏和芭莉絲·傑克森確定參演前兩集。

### 拍攝
2020年8月4日，莎拉·保羅森確定執導其中數集。

## 市場營銷
2020年11月12日，萊恩·墨菲在個人Instagram上透露第一季共16集，每集時長一個小時，《美國恐怖故事》中的多名演員將參演《美國恐怖故事集》。2021年5月，第一季集數縮減為7集。

## 發行
《美國恐怖故事集》原計劃於FX電視台播出。2020年6月22日，影集移至線上串流媒體平台FX on Hulu播出。《美國恐怖故事集》於2021年7月15日首播。

## 迴響
根据評論匯總网站爛番茄汇总的15篇评论文章，33%的评论家给予该作正面评价，平均打分为5.27分（满分10分）。
| 《{{{title}}}》（2021年）：烂番茄追踪到的所有评论家的评论中，正面评论占比 |                                                              |
|                                                                           | 由于已知的技术原因，图表暂时不可用。带来不便，我们深表歉意。 |

## 資料來源
1. ↑  . The Futon Critic.   [2021-06-22] （美国英语）.
2. ↑  . The Futon Critic.   [2021-07-15] （美国英语）.
3. ↑  . The Futon Critic.   [2021-07-19] （美国英语）.
4. 1 2  Andreeva, Nellie. . Deadline Hollywood. 2020-05-11  [2020-05-16]. （原始内容存档于2020-11-14） （美国英语）.
5. ↑  Maas, Jennifer. . The Wrap. 2021-05-18  [2021-06-22]. （原始内容存档于2021-05-29） （美国英语）.
6. ↑  D'Alessandro, Anthony. . Deadline Hollywood. 2020-08-04  [2020-08-04]. （原始内容存档于2020-11-14） （美国英语）.
7. ↑  @mrrpmurphy. . 2020-11-12  [2020-11-12] –Instagram （美国英语）.
8. 1 2  Del Rosario, Alexandra. . Deadline Hollywood. 2021-05-18  [2021-05-18]. （原始内容存档于2021-05-19） （美国英语）.
9. ↑  Swift, Andy. . TVLine. 2020-06-22  [2020-07-06]. （原始内容存档于2020-11-14） （美国英语）.
10. 1 2  . Rotten Tomatoes. Fandango Media.   [2021-07-29] （美国英语）.

## 外部連結
- 互联网电影数据库（IMDb）上《美國恐怖故事集》的资料（英文）